# 奧澤里亞尼 (瓦爾瓦區)
50°29′45″N 32°54′14″E / 50.49583°N 32.90389°E
奧澤里亞尼（烏克蘭語：Озеряни）是位於烏克蘭北部切爾尼希夫州裏普里盧基區的村莊，始建於1422年，面積5平方公里，海拔高度159米，2006年人口1,422，人口密度每平方公里284.4人。